# 日德-馬古拉山
48°37′8.1″N 23°17′23.8″E / 48.618917°N 23.289944°E

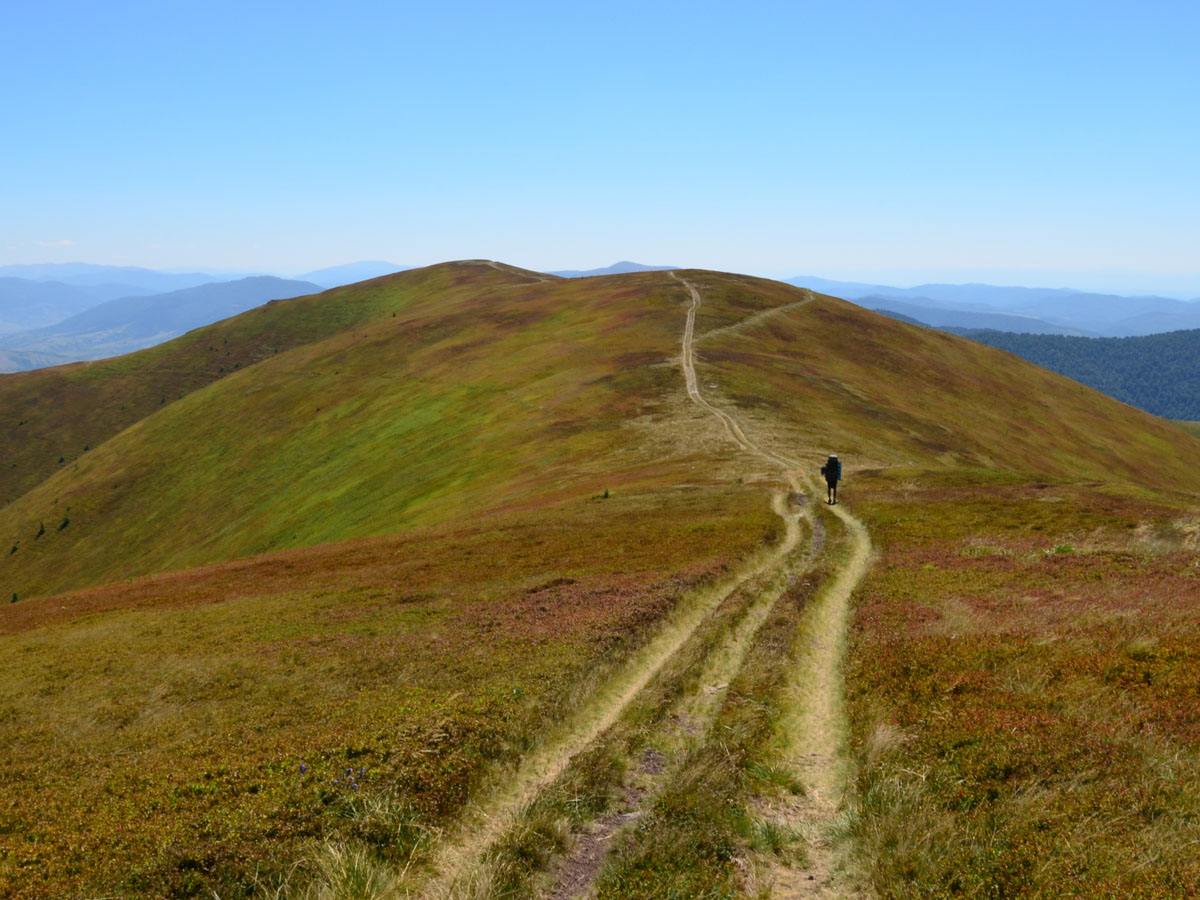

日德-馬古拉山是烏克蘭的山峰，位於該國西部外喀爾巴阡州，屬於烏克蘭喀爾巴阡山脈中波洛尼納博爾扎瓦山的一部分，海拔高度1,517米。